# برادر و خواهر
برادر و خواهر (به آلمانی: Brüderchen und Schwesterchen) یک افسانه اروپایی است، که توسط برادران گریم گردآوری شده است. این داستان در دسته بندی آرنه–تامپسون–اوتر از نوع ۴۵۰ است. در روسیه این داستان بیشتر به عنوان «خواهر آلیونوشکا و برادر ایوانوشکا» شناخته می‌شود، که توسط الکساندر آفاناسیف در کتاب افسانه‌های روسی گردآوری شده است.

## داستان

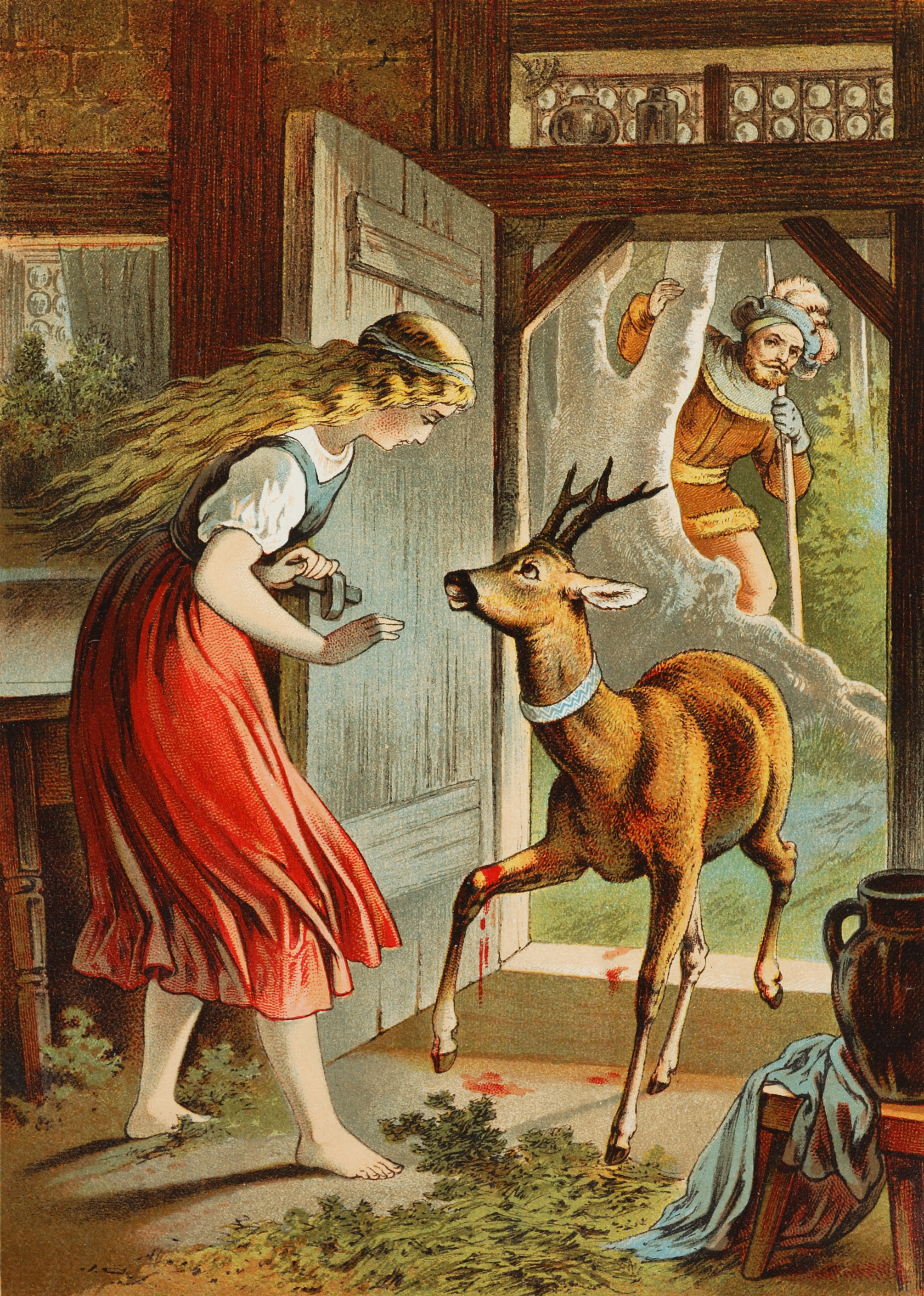
تصویر مربوط به داستان افسانه‌ای "برادر و خواهر" از مجموعه قصه‌های برادران گریم است

برادر و خواهری خسته از بدرفتاری بی رحمانه از سوی نامادری شریر خود، که او نیز جادوگر است، متحمل می‌شوند، برادر و خواهر از خانه فرار می‌کنند، به حومه شهر سرگردان می‌شوند و شب را در جنگل می گذرانند. تا صبح، پسر تشنه است، بنابراین بچه‌ها به دنبال چشمه آب زلال می‌روند. با این حال، نامادری آنها قبلاً فرار آنها را کشف کرده و تمام چشمه های جنگل را جادو کرده است. پسر 
می‌خواهد از یکی بنوشد که خواهرش می‌شنود که صدای تند آن چگونه می‌گوید: «هر که از من بنوشد ببر یا (شیر) می‌شود».
دختر ناامیدانه از برادرش التماس می‌کند که از چشمه آب ننوشد، مبادا تبدیل به ببر شود و به او حمله کند. پس به راه خود ادامه می دهند، اما وقتی به چشمه دوم می‌رسند، دختر می شنود: «هر که از من بنوشد، گرگ می شود ». دوباره او ناامیدانه سعی می‌کند برادرش را از نوشیدن آن جلوگیری کند. با اکراه، او در نهایت با التماس های او موافقت می‌کند، اما اصرار دارد که از چشمه بعدی که با آنها روبرو می‌شوند، بنوشد. پس به سومین چشمه می‌رسند و دختر صدای هجوم آب را می‌شنود که می‌گوید: هر که از من بنوشد آهو می‌شود. اما قبل از اینکه بتواند جلوی برادرش را بگیرد، او قبلاً از آن چشمه خورده و به آهو تبدیل شده است.
وقتی احساس اولیه ناامیدی می‌گذرد، بچه‌ها تصمیم می‌گیرند برای همیشه در جنگل زندگی کنند. دختر از برادرش مراقبت می‌کند و زنجیر طلای خود را به گردن او می‌بندد. آن‌ها می‌روند در خانه‌ای کوچک در اعماق جنگل زندگی می‌کنند و چند سالی در آنجا با خوشحالی زندگی می‌کنند تا اینکه یک روز توسط یک مهمانی شکار و خود پادشاه که به دنبال آهوی عجیب به خانه رفته است، مزاحم می‌شوند. با دیدن دختر زیبا بلافاصله از او تقاضای ازدواج می‌کند و او می‌پذیرد. بنابراین او ملکه می‌شود و همه آنها با خوشحالی در قلعه پادشاه زندگی می‌کنند.
زمان می‌گذرد و ملکه پسری به دنیا می‌آورد
با این حال نامادری آنها به زودی متوجه می‌شود که آنها هنوز زنده هستند و علیه آنها نقشه می‌کشد. یک شب، او ملکه را می‌کشد و دختر بد شکل خود را جایگزین او می‌کند، که او را به یک کپی فیزیکی از خود تبدیل کرده است. هنگامی که شبح ملکه به مدت سه شب متوالی به طور مخفیانه به بالین کودکش می‌رود، پادشاه به این موضوع پی می‌برد و نقشه شیطانی نامادری او فاش می‌شود.
ملکه زمانی که پادشاه او را در آغوش می‌گیرد به زندگی باز می‌گردد و خانواده ناتنی او به خاطر جنایاتشان محاکمه می‌شوند. 
دختر به جنگل تبعید می‌شود، جایی که حیوانات وحشی او را می‌خورند، و نامادری در آتش سوزانده می‌شود . دقیقاً در لحظه مرگ او، آهو دوباره تبدیل به انسان می‌شود و در نهایت خانواده دوباره به هم می‌پیوندند و آنها همیشه با خوشی زندگی می‌کنند.